# J002E3
|                                                                                                   |  | |
| Знімки, на яких 3 вересня 2002 року Вільяму Йону вдалося виявити J002E3. Об'єкт всередині кружка. |  | Комп'ютерна модель, яка демонструє 6 обертів J002E3 навколо Землі й перехід на геліоцентричну орбіту |

J002E3 — позначення, надане, як вважалося, астероїду, знайденому астрономом-любителем Вільямом Йоном 3 вересня 2002 року. Подальші дослідження показали, що об'єкт є не кам'яним астероїдом, а 3-м ступенем (S-IVB) ракети «Сатурн V» місії «Аполлон-12».

## Опис
Перші розрахунки показали, що орбіта є геоцентричною. Це одразу привернуло увагу астрономів. Згідно з поточними уявленнями, будь-який об'єкт зі значною масою буде виштовхнутий з навколоземної орбіти внаслідок пертурбацій, викликаних системою із Землі, Місяця та Сонця. Відтак, об'єкт мав бути захоплений тяжінням Землі зовсім недавно.
Дослідження спектра астрономами з Університету Аризони виявили наявність на зовнішній поверхні об'єкта діоксиду титана (TiO2), використовуваного в білій фарбі, якою в НАСА вкривали ракети «Сатурн V». Ретроспективний аналіз орбіти об'єкта показав, що він обертався навколо Сонця протягом 31 року, а востаннє знаходився поблизу Землі в 1971 році. Найближчою до цього року місією був «Аполлон-14», але НАСА точно відома подальша доля всіх частин комплексу (зокрема, 3-й ступінь ракети був свідомо спрямований на Місяць для вивчення проходження сейсмічних хвиль скрізь верхні шари його кори).
Єдиним правдоподібним поясненням феномена J002E3 може бути 3-й ступінь «Сатурна V» місії «Аполлон-12». Спочатку його планували вивести на геліоцентричну орбіту, однак через нештатний запуск двигунів S-IVB пройшов поблизу Місяця 18 листопада 1969 року і залишився на квазістабільній геоцентричній орбіті.
Об'єкт J002E3 залишив орбіту навколо Землі в червні 2003 року, але він може повернутися на неї приблизно у 2032 році.